# Prima bătălie de pe Aisne
Prima bătălie de pe Aisne (în franceză 1re Bataille de l'Aisne) a fost ofensiva de urmărire aliată împotriva aripii drepte a Armatei 1 Germană (conduse de Alexander von Kluck) și a Armatei a 2-a Germane (conduse de Karl von Bülow) pe măsură ce ambele armate germane se retrăgeau după Prima bătălie de pe Marna, la începutul lunii septembrie 1914. Înaintarea către râul Aisne (6 septembrie – 1 octombrie) a constat în Bătălia de pe Marna (7-10 septembrie) și Bătălia de pe Aisne (12-15 septembrie).

## Lupta

### 12-15 septembrie
Germanii s-au oprit din retragere pentru a face față urmăririi aliate pe 13 septembrie, având parte de una dintre cele mai favorabile poziții de pe Frontul de Vest: se aflau între Compiègne și Berry-au-Bac, iar vântul bătea în direcția vest, înspre râul Aisne. Terenul jos se întindea pe o lățime de circa 1.6 km pe fiecare mal al râului, înălțându-se brusc către un grup de stânci abrupte cu o înălțime de 91-122 m, ce se aplatiza apoi către un platou. Germanii s-au stabilit pe platoul înalt din partea de nord la 3,2 km dincolo de creastă, în spatele unui crâng des care acoperea fața și panta. Culturile joase din zona rurală nu permiteau ascunderea aliaților de inamic. Potecile adânci și înguste tăiau stâncile în unghiuri drepte, expunându-i pe cei ce traversau unui pericol extrem. Forțele de pe platoul de nord au comandat o deschidere masivă a focului.
Profitând de ceața densă din noaptea de 13 septembrie, cea mai mare parte a Corpului Expediționar Britanic (BEF) a trecut râul Aisne pe pontoane sau pe poduri parțial demolate, ajungând pe un teren aflat între Bourg-et-Comin la dreapta și Venizel la stânga. În satul Chivres-Val de la est de Venizel era un povârniș pe care germanii l-au ales ca poziție de forță. Armata a 5-a Franceză a traversat râul Aisne la Berry-au-Bac și s-a poziționat la capătul estic al Chemin des Dames, o creastă abruptă numită după drumul regal construit de regele Ludovic al XV-lea pentru fiicele sale. Contactul s-a realizat de-a lungul întregului front. La est de Chemin des Dames, Armatele a 4-a, a 5-a și a 9-a Franceze au realizat doar progrese neglijabile dincolo de pozițiile pe care le ocupaseră pe 13 septembrie. Sub acoperirea nopții cețoase, BEF a înaintat pe poteci înguste către platou. Când ceața s-a evaporat odată cu sosirea unei dimineți însorite, au fost prinși fără milă într-o perdea de foc dinspre flancuri. Nici cei rămași în vale, lipsiți de protecția ceții, nu s-au descurcat mai bine.
Curând a devenit clar că nici o parte nu o putea clinti din poziție pe cealaltă și din moment ce niciuna nu a dorit să se retragă, forțele inamice au fost blocate pe o fâșie relativ îngustă pentru următorii patru ani. Pe 14 septembrie, Sir John French a ordonat Corpului Expediționar Britanic să-și întărească poziția, dar nu avea la dispoziție suficiente unelte de săpat tranșee. Soldații au cercetat satele și fermele din apropiere pentru a face rost de târnăcoape, hârlețe și alte unelte. Neantrenate pentru un război de poziție, trupele au săpat doar gropi de mică adâncime. Acestea erau destinate la început numai pentru a permite adăpostirea trupelor de observația și de focul de artilerie ale inamicului. Curând, tranșeele au fost săpate tot mai adânci. S-au realizat și alte măsuri de protecție: camuflarea tranșeelor și sprijinirea lor cu scânduri.
Războiul de tranșee era, de asemenea, nou pentru germani, a căror pregătire și echipament erau destinate pentru un război mobil ce urma să fie câștigat în șase săptămâni, dar ei și-au adaptat rapid armele lor la noua situație. Obuzierele de asalt loveau puternic tranșeele aliate. Utilizarea abilă a mortierelor de tranșee, a grenadelor de mână și a aruncătoarelor de grenade (utilizate mai întâi împotriva trupele britanice pe 27 septembrie) le-a permis germanilor să producă pierderi mari trupelor Aliate, care nu erau instruite și nici echipate cu aceste arme. Proiectoarele, semnalizatoarele și periscoapele făceau parte, de asemenea, din echipamentul german destinate utilizării în alte scopuri, dar folosit în tranșee.
Trupele britanice au resimțit puternic lipsa armamentului greu. Tunurile de câmp (patru tunuri pentru o divizie) erau suficient de puternice pentru a lovi pozițiile inamice de pe malul sudic al râului Aisne, dar aceste arme au fost inferioare artileriei germane în ceea ce privește numărul și calibrul. Patru baterii de artilerie cu tunuri de 150 mm (un număr total de șaisprezece) au fost aduse în grabă din Anglia. Deși nu făceau față obuzierelor germane de 200 mm, ele i-au ajutat oarecum. Focul defensiv a fost limitat la puști și două mitraliere alocate pentru fiecare batalion. Militarii britanici erau foarte buni țintași, dar precizia lor nu a putut face față mitralierelor și grenadelor germane.
Avioanele britanice au fost folosite pentru a raporta mișcările de trupe, deși puțini au fost dotate cu mijloace de comunicații fără fir. Aviatorii erau capabili să recunoască pozițiile artileriei inamice. Pe 24 septembrie, locotenenții B.T. James și D.S. Lewis au detectat trei baterii inamice de artilerie bine-ascunse care provocaseră pagube considerabile pozițiilor britanice. Ei au transmis locația bateriilor, apoi s-au rotit într-un cerc larg, așteptând să vadă proiectilele propriilor tunari. Focul antiaerian a fost sporadic și imprecis. Armata germană a folosit doar obuze cu percuție, care, potrivit surselor canadiene, „nici măcar una din cele câteva sute trase nu a lovit vreodată ținta aeriană și au căzut pe pământ frecvent la un moment dat în liniile Britanice și acolo au explodat”.

## Cursa spre mare
În urma desfășurării neașteptate a unui război de tranșee, pentru o perioadă de trei săptămâni, ambele părți au renunțat la asalturile frontale și au încercat să învăluie fiecare flancul nordic al inamicului. Această perioadă este numită „Cursa spre mare”. Germanii au încercat să atace flancul stâng al aliaților, în timp ce aliații au încercat să atace flancul drept al germanilor.
Frontul de vest a devenit, astfel, un sistem continuu de tranșee pe o lungime de peste 640 km. Tranșeele începeau din orașul belgian Nieuwpoort, mergeau mai mulți kilometri spre sud, își schimbau poziția către sud-est, la Noyon, continuau înspre Reims, Verdun, Saint-Mihiel și Nancy, iar apoi se îndreptau din nou către sud până la granița de nord a Elveției la 32 km est de Belfort.
Între timp, Armata Belgiană a devenit o amenințare tot mai mare pentru comunicațiile germane pe măsură ce lupta se deplasa către nord. Germanii plănuiau să captureze portul Anvers la 28 septembrie și să zdrobească forțele belgiene. Acest important oraș maritim era înconjurat de un sistem fortificat învechit care nu putea rezista nici măcar unor proiectile de 150 mm. Un inel exterior de optsprezece forturi se afla amplasat pe distanțe de la șapte la nouă mile de oraș, iar un inel interior de la una la două mile. Fiecare fort avea două mitraliere, dar nu avea comunicații prin telefon și nici mijloacele pentru observarea unui atac de artilerie. Un tun de 150 mm se afla la distanțe de o milă unul de celălalt, dar nici unul dintre aceste forturi nu avea obuze sau praf de pușcă, iar un teren de mai multe mii de acri fusese defrișat pentru a fi folosit pe post de câmp de luptă.
În zorii zilei de 29 septembrie, generalul Hans von Beseler, rechemat în forțele active la vârsta de șaizeci și cinci de ani, a dispus amplasarea în arc a șase divizii în față inelului exterior de forturi. Obuzierele grele care distruseseră apărarea orașelor Namur și Liège au fost plasate dincolo de linia de foc a artileriei belgiene. Ajutați de aeronave de observație, tunarii germani și-au găsit rapid țintele. Tunurile belgiene au produs un fum negru și dens, dezvăluindu-și locația exactă a acestora și domeniile compensate prin apărători au lipsit forturile de orice disimulare. Două dintre forturi au fost repede transformate în ruine, iar celelalte au căzut pe rând. Fără să mai aștepte rezultatul, guvernul belgian și 65.000 de soldați au părăsit Oostende în acea noapte, lăsând o armată de 80.000 de soldați pentru a-l opri pe inamic. A doua zi întregul inel exterior s-a prăbușit, fapt care a determinat o evacuare în masă a civililor către Olanda, care era stat neutru. O divizie britanică de pușcași marini s-a alăturat trupelor belgiene în timpul atacului, dar nici măcar această forță combinată nu a putut opri înaintarea germană. După șase zile de luptă crâncenă, garnizoana rămasă s-a retras peste râul Scheldt către granița de sud a Olandei, în timp ce restul armatei belgiene s-au retras spre vest, pentru a apăra ultima bucată din teritoriul belgian liber în Bătălia de pe Yser (16-31 octombrie 1914).
Mulți dintre cei uciși în bătălia de pe Aisne sunt îngropați în cimitirul britanic din Vailly.
Ulterior au mai avut loc alte două bătălii pe râul Aisne: a doua (aprilie–mai 1917) și a treia (mai–iunie 1918).